# Elsholtzia hallasanensis
Elsholtzia hallasanensis là một loài thực vật có hoa trong họ Hoa môi. Loài này được Y.N.Lee mô tả khoa học đầu tiên năm 2000.